# Mildred Natwick
Mildred Natwick (født 19. juni 1905, død 25. oktober 1994) var en amerikansk teater-, tv- og filmskuespiller.
Efter at have spillet teater i sin hjemby Baltimore i 1920'erne, debuterede hun på Broadway i 1932, og gjorde sin filmdebut i 1940. Natwick medvirkede blandt andet i fremtrædende biroller i nogle af John Fords film, og havde en stor rolle i Alfred Hitchcocks Hvem har dræbt Harry?. I 1967 blev hun nomineret til en Oscar for bedste kvindelige birolle i filmen På bare tæer i parken.